# Clarkcomanthus alternans
Clarkcomanthus alternans es una especie de lirio de mar de la familia Comatulidae.

## Morfología
Su cuerpo está formado por un disco en forma de cáliz, compuesto de 2 o 3 anillos de placas calcáreas, que alberga en su interior las vísceras del animal. La placa centrodorsal mide unos 5 mm de diámetro. El ano y la boca se sitúan en el tegmen, o superficie aboral del disco, que tiene una serie de pínnulas alrededor, cuyos segmentos terminales están modificados formando un peine de púas protector.
Tienen entre 10 y 125 brazos, que están pinnulados en un mismo plano, lo que les da la apariencia de plumas, de ahí uno de los nombres comunes de los crinoideos en inglés: featherstar, o estrella de plumas. Los brazos se componen de una serie de osículos, o huesecillos articulados, llamados braquiales, además de ligamentos y músculos; y, en su interior cuentan con extensiones de los sistemas nervioso, vascular y reproductivo. En su caso, los brazos anteriores no son claramente mayores que los posteriores.
La primera serie de osículos, o primibraquial, nace de cada una de las cinco placas radiales de cada brazo, las segundas series nacen del último osículo de la primibraquial, del que parten dos series, o secundibraquial, y así consecutivamente.
En su parte aboral, o inferior, poseen unos apéndices alargados para anclarse al sustrato, denominados "cirri". Los especímenes con menos de 40 brazos tienen unos 11, que se componen de entre 10 y 13 segmentos, denominados cirrales. Los especímenes con más de 40 brazos carecen de cirri.
Como la mayoría de los crinoideos, y muchos géneros del filo Echinodermata, poseen la capacidad de auto-amputarse un brazo, en situaciones de peligro para el animal. A esta facultad de algunos animales se le denomina autotomía, y, en el caso que nos ocupa, se combina con otra capacidad, la de regenerarlo por completo a continuación. Con frecuencia, en sustitución del brazo amputado, desarrollan dos nuevos brazos. Aparte de los brazos, también pueden regenerar los cirri, las pínnulas o el intestino.
Para desplazarse utilizan, tanto los cirri para "reptar" por el sustrato, como el movimiento sincronizado, y de forma alterna, de sus brazos; que oscilan verticalmente de abajo a arriba, coordinados en tres grupos, logrando nadar de este modo.
Presenta una gran variedad de coloraciones, pudiendo ser negro o caoba, con las puntas de las pínnulas en blanco o verde; en ocasiones con una línea blanca en la parte aboral del brazo; marrón oscuro con un moteado de pequeños puntos blancos o amarillos; brazos amarillo verdoso con grupos de pínnulas alternando el color negro con puntas en blanco y blanco con una línea negra central; y gris pálido o blanco, con las pínnulas en negro o marrón, y sus puntas en blanco.

## Hábitat y distribución
Se localizan entre 0 y 90 metros de profundidad. Anclados a corales duros, gorgonias o rocas, en laderas de arrecifes, siempre con corrientes.
Se distribuyen en el océano Pacífico oeste, en Filipinas, Indonesia, Palaos, Nueva Caledonia, Papúa Nueva Guinea y desde Japón hasta Australia.

## Alimentación
Son filtradores, y se alimentan mediante unos minúsculos tubos de las pínnulas braquiales, que segregan un mucus para atrapar zooplancton, como foraminíferos, pequeños crustáceos y moluscos, y fitoplancton.

## Reproducción
Son dioicos. Las gónadas se producen en unas pínnulas especializadas de los brazos La reproducción sexual se produce por fertilización externa. Las larvas doliolarias evolucionan de una simetría bilateral a simetría pentarradial, y poseen un tallo, que pierden al madurar, convirtiéndose en animales de vida libre.